# Dobra mariampolskie

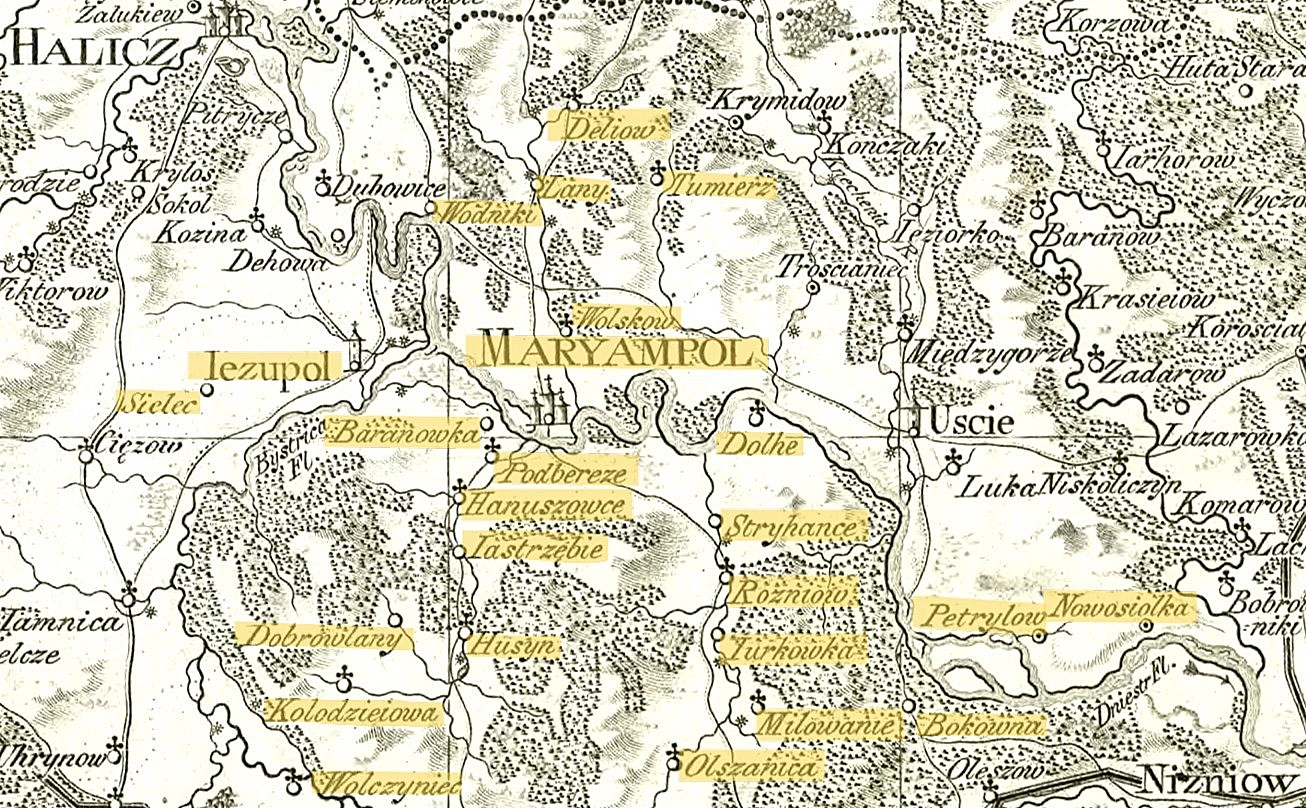
dobra marjampolskie 1824

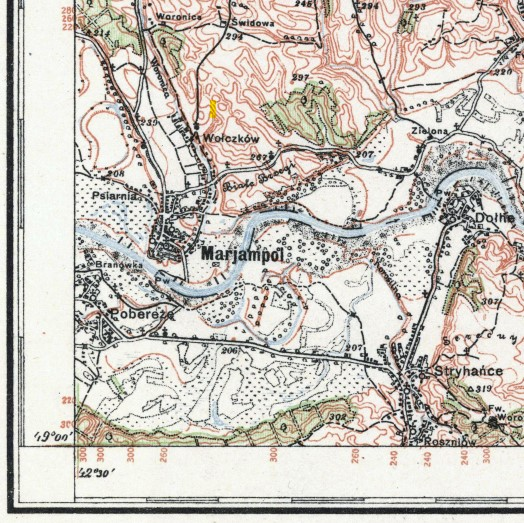
Marjampol 1925

Dobra marjampolskie (klucz marjampolski) – jedne z wielu dóbr będących własnością Anny Pauliny z Sapiehów Jabłonowskiej leżące w ziemi halickiej województwa ruskiego na terenie I Rzeczypospolitej.
Wykazy ludności i bydła z lat 1799–1824 podają obszar obejmujący dwa miasta: Marjampol i Jezupol oraz okoliczne wsie leżące w dorzeczu Dniestru: Branówka (początkowo należąca do Marjampola, obecnie część Pobereża), Wolskow, Roszniow, Strychańce, Dolhe, Petrilow, Nowosiolka, Tumirz, Deliow, Lany, Wodniki, Wolczyniec, Kołodzieiowka, Dobrowlany, Hanuszowce, Jastrzembice, Pobereże, Olszanica, Jurkowka, Milowanie, Bukowna, Sielec, Huzin.